# Договір про утворення СРСР

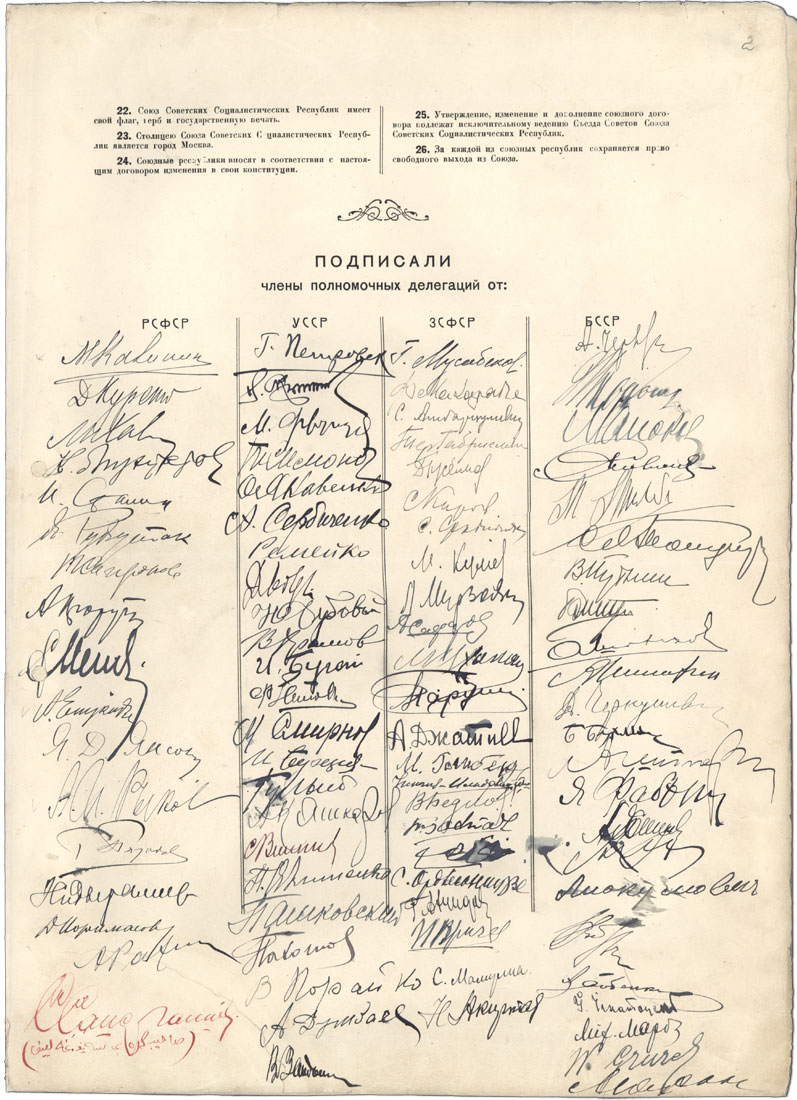
Остання сторінка Договору про утворення СРСР з підписами

Договір про утворення СРСР — договір про об'єднання в одну союзну державу — Союз Радянських Соціалістичних Республік, укладений 30 грудня 1922 року Російською Соціалістичною Федеративною Радянською Республікою, Українською Соціалістичною Радянською Республікою, Білоруською Соціалістичною Радянською Республікою і Закавказькою Соціалістичною Федеративною Радянською Республікою.
Договір, який у 1922 керівництво Радянської України по суті не підписало із Росією. Договір не було ратифіковано, остаточний текст не було розроблено, і міжнародною угодою він не став. Твердження про те, що Перший з'їзд Рад СРСР створив Союз Радянських Соціалістичних Республік, не відповідає дійсності. Замість затвердженої процедури міждержавного договору було сформовано внутрішній документ — Конституцію СРСР від 6 липня 1923 року. Що вказує на відсутність правомірних підстав міжнародного утворення СРСР .  

## Укладення договору
Текст договору було погоджено 29 грудня 1922 року на конференції делегацій від з'їздів Рад чотирьох республік: РРФСР, УСРР, БСРР і ЗСРФРР. Затверджений і набув чинності 30 грудня 1922 року на I Всесоюзному з'їзді Рад. Ця дата вважається днем утворення СРСР. Затвердження договору юридично оформило створення нової держави у складі чотирьох союзних радянських республік.

## Структура
Договір складався з преамбули і 26 пунктів:
- Преамбула договору констатувала об'єднання РРФСР, УРСР, БССР і ЗСФСР у єдину союзну державу - Союз Радянських Соціалістичних Республік, що управляється відповідно до положень Договору.
- Пункт 1 встановлював компетенцію Союзу РСР, до якої, зокрема, входило: представництво СРСР у міжнародних відносинах, зміна зовнішніх кордонів і приймання нових республік до складу СРСР, оголошення війни та укладення миру, укладення договорів про позики та ратифікація міжнародних договорів, а також скасування актів З'їздів Рад, Центрвиконкомів та Раднаркомів республік, що порушують Договір.
- Пункти 2-10 визначали структуру вищих органів влади СРСР. Верховною владою проголошували З'їзд рад СРСР, делегатів якого обирали міські та губернські (а не республіканські) з'їзди Рад. З'їзд Рад СРСР обирав однопалатний Центральний виконавчий комітет СРСР (371 особа), який був вищим органом між З'їздами і обирав зі свого складу Президію ЦВК із 19 членів.
- Пункт 11 оголошував виконавчим органом Союзу обирану ЦВК СРСР Раду народних комісарів СРСР і визначав її структуру.
- Пункт 12 регулював діяльність Верховного Суду СРСР і Об'єднаного державного політичного управління при РНК СРСР.
- Пункти 13-17 визначали основи правового регулювання СРСР (декретами і постановами ЦВК і РНК СРСР).
- Пункт 18 визначав склад республіканських Раднаркомів.
- Пункт 19 визначав основи діяльності Вищої ради народного господарства, наркоматів із продовольства, фінансів, праці, а також Робітничо-селянської інспекції.
- Пункт 20 регулював питання бюджетів республік.
- Пункти 21-23 встановлювали єдине громадянство (21), символіку (22) і столицю (23) СРСР. Столицею було оголошено місто Москва.
- Пункт 24 передбачав приведення республіканських Конституцій у відповідність до Договору.
- Пункт 25 встановлював, що затвердження і зміна Договору є виключною компетенцією З'їзду.
- Пункт 26 закріплював право республік на вільний вихід із СРСР.

## Договір у складі Конституції СРСР
Згодом змінений і доповнений союзний договір і декларація про утворення СРСР були об'єднані в першу Конституцію СРСР. Нова редакція Договору складалася з преамбули та 11 розділів:
- Розділ I визначала предмети відання верховних органів влади СРСР. Пункт 1 містив перелік цих предметів, дещо розширений і уточнений порівняно з початковим варіантом договору. Пункт 2 відносив затвердження і зміну Конституції до виключного відання З'їзду Рад СРСР.
- Розділ II (пункти 3-7) встановлював суверенні права союзних республік (зокрема п. 4 - право вільного виходу із Союзу) і єдине союзне громадянство для громадян союзних республік.
- Розділ III (пункти 8-12) оголошувала верховним органом влади СРСР З'їзд Рад; у період між З'їздами таким органом був двопалатний ЦВК СРСР, що складався з Союзної Ради і Ради Національностей. Встановлювали норми представництва, порядок вибору делегатів і скликання З'їздів.
- Розділ IV (пункти 13-28) регламентувала порядок виборів ЦВК СРСР, встановлювала порядок його діяльності та відповідальність перед З'їздом Рад СРСР.
- Розділ V (пункти 29-36) визначала функції і права Президії ЦВК СРСР, порядок взаємодії з Раднаркомом СРСР, а також відповідальність перед ЦВК СРСР.
- Розділ VI (пункти 37-42) встановлювала структуру Ради Народних Комісарів СРСР, її функції та відповідальність перед ЦВК РСР і Президією ЦВК СРСР. До складу РНК СРСР входили голова РНК, його заступники і 10 народних комісарів.
- Розділ VII (пункти 43-48) засновувала Верховний Суд, окреслювала коло його компетенції та визначала склад пленарного засідання.
- Розділ VIII (пункти 49-60) встановлювала поділ народних комісаріатів СРСР на загальносоюзні (єдині для всього Союзу РСР) та об'єднані (керівні однойменними наркоматами союзних республік). Визначалася відповідальність наркомів (керівників наркоматів) перед РНК, ЦВК і його президією.
- Розділ IX (пункти 61-63) присвячено діяльності об'єднаного державного політичного управління (ОДПУ).
- Розділ X (пункти 64-69) регламентувала структуру державного управління союзних республік: З'їзди Рад, ЦВК і РНК республік.
- Розділ XI (пункти 70-72) присвячена гербу, прапору і столиці Союзу Радянських Соціалістичних Республік.

З невеликими змінами Договір входив до всіх редакцій Конституції СРСР до моменту ухвалення в 1936 році нової "сталінської" Конституції, в якій про нього не згадувалося.

## Розірвання договору
9 березня 1990 року Верховна Рада Грузинської РСР ухвалила постанову "Про гарантії захисту державного суверенітету Грузії", якою оголосила, що "Договір про утворення Союзу Радянських Соціалістичних Республік від 30 грудня 1922 року є відносно Грузії незаконним", проте про відновлення незалежності Грузії було оголошено лише 9 квітня 1991 року.
3 квітня 1990 року Верховна Рада СРСР ухвалила закон "Про порядок розв'язання питань, пов'язаних із виходом союзної республіки з СРСР".
18 жовтня 1991 року Верховна Рада Азербайджанської РСР ухвалила конституційний акт "Про державну незалежність Азербайджанської Республіки", яким оголосила, що "Договір про утворення СРСР від 30 грудня 1922 року є недійсним з моменту підписання в частині, що стосується Азербайджану".
5 грудня 1991 року Верховна Рада України ухвалила звернення "До парламентів і народів світу", яким оголосила, що "Договір 1922 року про утворення Союзу РСР Україна вважає відносно себе недійсним і нечинним". Через 5 днів Верховна Рада Республіки Білорусь ухвалила денонсувати Договір 1922 року про утворення СРСР і вважати його нечинним по відношенню до Республіки Білорусь.